# Firefly (comics)
Pour les articles homonymes, voir Firefly.
Pyrovol (Firefly en anglais) est un personnage fictif de comics lié à l'univers de Batman. Il porte une combinaison isolante équipée d'un lance-flamme ainsi que des ailes qui lui permettent de voler. C'est un ennemi du Chevalier Noir.

## Historique des publications
Le rôle de Firefly est joué par trois vilains :
- le premier, Garfield Lynns, apparaît dans Detective Comics #184 (Juin 1952) créé par France Herron et Dick Sprang ;
- le second, Ted Carson, apparaît dans Batman #126 (Septembre 1959) et fut créé par Bill Finger et Sheldon Moldoff ;
- la troisième, Bridgit Pike, apparaît dans la série Gotham.

## Biographie fictive
À l'origine, Garfield Lynns est un expert en pyrotechnie travaillant pour le cinéma mais, victime d'une grande crise économique à Gotham City, il se tourna vers la criminalité et devint pyromane. Par la suite, même s'il se fait arrêter à de nombreuses reprises par Batman, ses activités criminelles ne vont cesser de croître jusqu'à intégrer la Société des Super Vilains.
Dans la série animée de 2004, The Batman, Firefly évolue pour devenir Phosphorus à la suite d'un accident de son propulseur.
Dans Gotham, Bridget Pike est la sœur de 3 frères pyromanes, plus tard, lors d'une mission ou elle doit faire cramer des bâtiments, elle se prendra de passion pour le lance flammes et brûla ses frères qui la maltraitaient. Elle se fera brûler et se fera emmener à Indian Hill où le Professeur Strange la transformera en Firefly.

## Description

### Costume
Pyrovol / Firefly porte une combinaison insectoïde grise dans le dessin animé de 1997 (Les Nouvelles Aventures de Batman) et jaune et noire dans l'animé de 2004 (The Batman).

### Personnalité
Lynns est un incendiaire spécialiste, obsédé par le feu. Il n'en est néanmoins pas fou pour autant et est même un inventeur remarquable.

### Compétences
Il possède un jetpack lui permettant de voler. Son costume lui donne des pouvoirs pyrokinésiques.

## Création du personnage

### Origine du nom
Le nom de Firefly est relatif au costume qu'il revêt. En effet, sa combinaison équipée d'un lance-flamme et ses ailes lui font ressembler à une luciole (firefly = luciole en anglais). Dans la série animée de 2004, le bruit qu'il fait avec sa combinaison de vol est caractéristique et renforce son aspect insecte. Dans la version française de la série animée Les Nouvelles Aventures de Batman (1997-1999), il s'appelle Pyrovol. C'est d'ailleurs là qu'il fait sa première apparition dans un dessin animé Batman.

## Œuvres où le personnage apparaît

### Comics
- 2003 : Batgirl: Année Un (Batgirl: Year One)

### Séries animées
- 1997 : Batman avec Mark Rolston (VF : Martin Brieuc et Marc Alfos)
- 2001 : La Ligue des justiciers avec Mark Rolston
- 2004 : The Batman avec Jason Marsden (VF : Christophe Lemoine)
- 2008 : Batman : L'Alliance des héros avec Robin Atkin Downes (VF : Marc Perez)

### Jeux vidéo
- Pyrovol apparaît dans le jeu vidéo Lego Batman : Le Jeu vidéo version Nintendo DS de 2008.
- En 2013, Firefly est l'un des assassins engagés par le Joker pour tuer Batman dans le jeu Batman: Arkham Origins. Cette version du personnage a le corps brûlé à 90 %.
- En 2014, Firefly apparaît en tant que boss et personnage jouable dans Lego Batman 3 : Au-delà de Gotham.
- Firefly est également un ennemi à affronter dans le jeu Batman : Arkham Knight en 2015.
- Firefly fait un caméo dans le jeu Batman: Arkham Asylum. Un article de journal parle d'un de ses méfaits, le scanner permet de débloquer sa biographie.

### Séries télévisés
- Il apparaît dans l'épisode 10, saison 1, de la série télévisée Arrow, interprété par Andrew Dunbar.
- Firefly apparaît également dans les épisodes 5,6, 20, 21 et 22 de la saison 2 de Gotham. Dans cette version, c'est la petite sœur des frères Pike, Bridgit, modifiée par le professeur Strange.
- Il apparaît dans la dernière série animé Batman Caped Crusader sur Prime vidéo (2024). Episode 4 saison 1.

### Films
- Dans Batman : Assaut sur Arkham, l’équipement de Firefly peut être vu dans une chambre, à côté de l'équipement de Killer Moth et Maxie Zeus; quand le Suicide Squad cherche la canne du Sphinx.
- Dans Batman : Mauvais Sang, il apparaît comme l'un des hommes de main de Talia al Ghul et est le partenaire de Killer Moth.
- Dans le film inachevé Batgirl, il aurait dû apparaître interprété par Brendan Fraser.